# Depotfund von Cuerdale

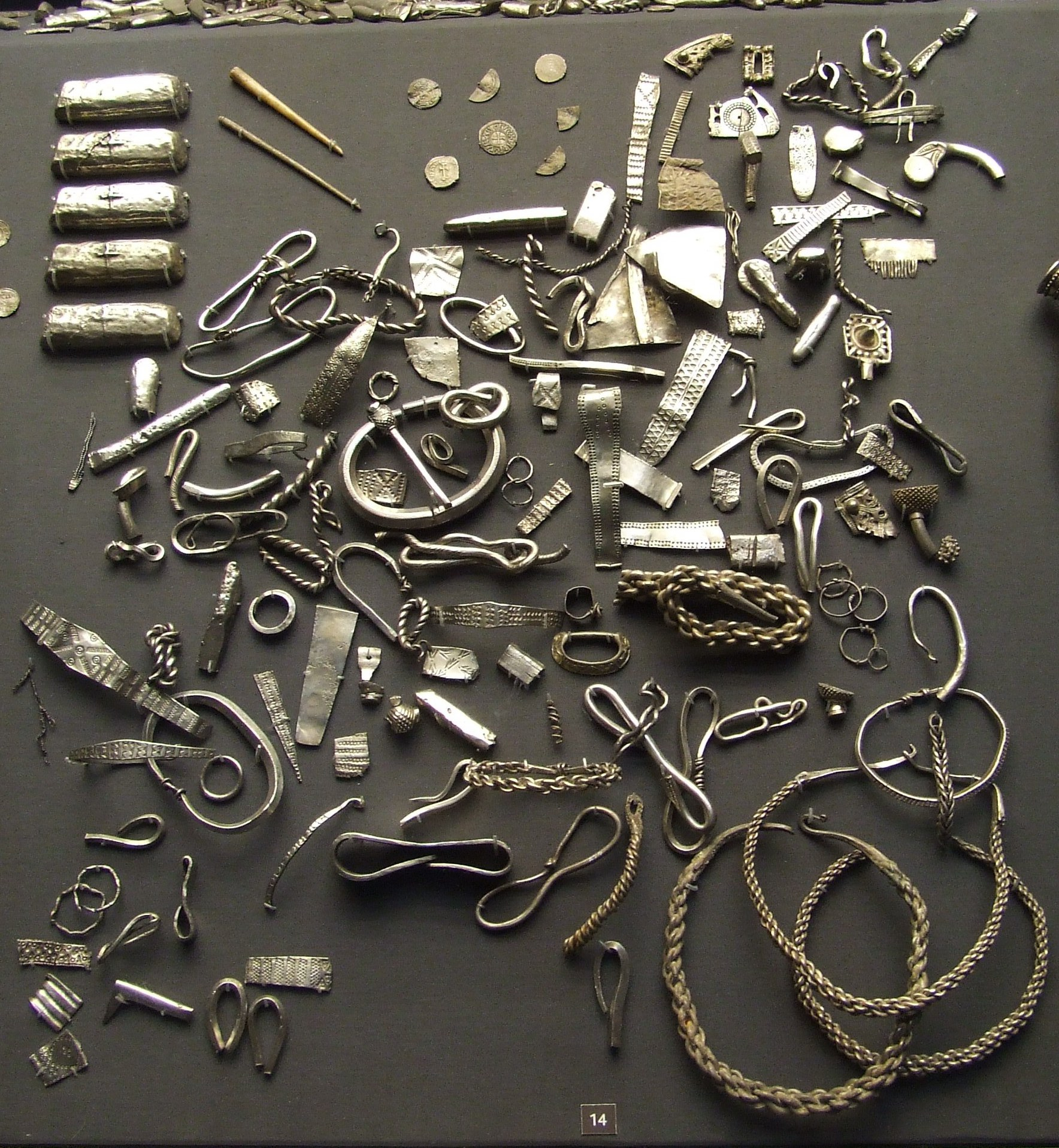
Teile des Depotfundes von Cuerdale im British Museum

Der Depotfund von Cuerdale (englisch Cuerdale Hoard) ist abgesehen von den Horten von Spillings der größte außerhalb Russlands gemachte Silberfund aus der Wikingerzeit. Er ist größer als alle Hortfunde aus anderen Wikingersiedlungen auf den Britischen Inseln. Das Ribble Valley war die Verbindungslinie zwischen den Wikingersiedlungen in Yorkshire und der Irischen See. Der Fund wurde im Jahre 1840 im Cuerdale bei Preston in Lancashire bei Deichbauten am River Ribble gemacht und soll während des 10. Jahrhunderts deponiert worden sein.
Etwa 8600 Gegenstände aus Silber und Gold mit einem Gewicht von rund 40 kg, darunter vorwiegend Silbermünzen, wurden gefunden. Der Hort war teilweise in Kästchen begraben worden, von denen Fragmente übrig blieben. Kleine Knochennadeln deuten darauf, dass einige Münzen in Beuteln niedergelegt wurden, die mittels Nadeln verschlossen waren. Die Münzprägungen nordischer und irischer Herkunft zeigen, dass der Hort zwischen 905 und 910 n. Chr., kurz nach der vorübergehenden Vertreibung der Wikinger aus Dublin im Jahre 902 deponiert worden sein muss. Knut und Siegfried sind als Wikingerkönige von York nur durch die Münzen von Cuerdale bekannt.